# Conus inscriptus
Conus inscriptus is een in zee levende slakkensoort uit het geslacht Conus. De slak behoort tot de familie Conidae. Conus inscriptus werd in 1843 beschreven door Reeve. Net zoals alle soorten binnen het geslacht Conus zijn deze slakken roofzuchtig en giftig. Zij bezitten een harpoenachtige structuur waarmee ze hun prooi kunnen steken en verlammen.